# Lac de Bolsena
Le lac de Bolsena est un lac de l'Italie centrale, d'origine volcanique, qui s'est formé il y a environ 300 000 ans, à la suite de l'effondrement de certains cratères de la chaîne des monts Vulsini. Il passe pour le plus grand lac volcanique d'Europe.
Le lac a une forme ovale, typique des lacs de cratère. Il a deux îles et est drainé par un émissaire. Sa superficie totale est de 113,5 km2, son altitude de 305 m, sa circonférence de 42 km, sa profondeur de 151 m au point le plus bas et de 81 m en moyenne.
Il se trouve entièrement dans le territoire de la province de Viterbe et précisément dans sa partie Nord, dite de la Haute Tuscia. Il est en grande partie bordé par la route consulaire Cassia. Nombreux sont les établissements touristiques, avec une propension particulière pour le tourisme au contact de la nature, principalement dans les terrains de camping, l'agrotourisme et les chambres d’hôtes.

## Les îles du lac

### L’île Bisentina
D'une superficie de 17 ha, l'île bisentina est la plus grande, et elle constitue une intéressante excursion touristique. L'île peut se visiter en empruntant un service partant de Capodimonte, disponible plusieurs fois par jour, sous réserve qu'un nombre minimum de passagers soit atteint. Le prix du billet comprend une petite excursion dans l'île Bisentina avec visite guidée, pour admirer la nature presque incontaminée, composée de bois épais de chênes-verts, de jardins à l'italienne, de panoramas enchanteurs et de nombreux monuments comme l'église de saint Jacques et saint Christophe, avec sa coupole réalisée par l'architecte Jacopo Barozzi da Vignola, le couvent franciscain ; la précieuse Rocchina, petit temple dédié à sainte Catherine à plan octogonal de Sangallo, construit sur un columbarium étrusque, érigé sur un éperon rocheux à pic sur le lac, ou encore la chapelle du Crucifix avec ses fresques du Ve siècle, et pour finir l'horrible Malta dei Papi, prison à vie pour les ecclésiastiques reconnus coupables d'hérésie, formée d'une cellule misérable et obscure, à l'intérieur d'une colline, et faiblement éclairée par une petite trappe placée à 20 m de hauteur.
L'excursion terminée, le bateau fait un tour panoramique de l'île, permettant de voir les riantes baies à l'ouest, le majestueux mont Tabor au nord, les rochers surplombant les eaux bleues du lac à l'est, et enfin la partie verdoyante sur la rive méridionale vers la localité de Capodimonte.
Les Étrusques et les Romains ont laissé peu de traces de leur passage dans l'île. Au IXe siècle, elle servit de refuge contre les incursions des Sarrasins. Vers 1250, elle devint la propriété des seigneurs de Bisenzio qui l'abandonnèrent et l'incendièrent à la suite de différends avec les habitants de l'île. En 1261, Urbain IV, une fois élu pape, la reconquit ; elle fut à nouveau détruite en 1333 par Ludovic le Bavarois, accusé d'hérésie et excommunié par le pape. Propriété des Farnèse à partir de 1400, elle connut une période de grande prospérité et reçut la visite de nombreux papes. En 1635, elle était gouvernée par le duc de Castro, Odoardo Farnese, qui entra en conflit avec l'Église, conflit qui se termina par la destruction totale de Castro. Les deux îles retournèrent dans le giron de l'Église et furent cédées de nouveau par la suite. La princesse Béatrice Spada Potenziani, épouse du duc Fieschi Ravaschieri en est l'actuelle propriétaire.

### L’île Martana
Située en face de la localité de Marta, l'île Martana aurait gardé les reliques de sainte Christine pour éviter qu'elles ne tombent dans les mains des Barbares. On dit aussi que, plus tard, sous la domination des Goths, leur reine, Amalasonte, y aurait trouvée une mort atroce. Théodat, cousin d'Amalasunthe, voulant prendre le pouvoir, fomenta une conjuration et la fit tuer des mains d'un sicaire.
L'île est actuellement une propriété privée et ne peut être visitée.

## L’émissaire

### Le Marta
L'émissaire, qui quitte le lac de Bolsena au droit de la localité de Marta, est le fleuve Marta qui se jette dans la mer Tyrrhénienne.
Après avoir traversé Marta, Tuscania et Tarquinia, il débouche sur la mer dans le secteur du lido de Tarquinia. C'est là, dans une région située entre l'embouchure du Marta et celle du Mignone, qu'a été créée la réserve naturelle saline de Tarquinia (it).

## Localités riveraines du lac
Les localités situées sur les rives du lac sont les suivantes :

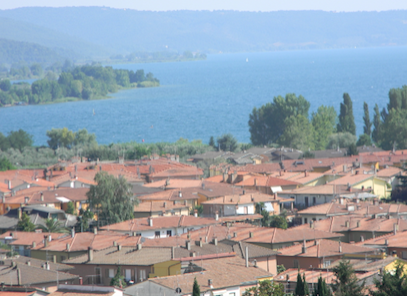
Vue des maisons et du lac de Bolsena

- Bolsena, qui a donné son nom au lac, est célèbre pour le miracle du Corpus Domini et pour les tableaux plastiques exécutés par des figurants dans la soirée de la veille de la fête de sainte Christine, sainte patronne de la ville.

- Montefiascone, domine le lac avec ses monuments imposants, tels que la Rocca et la coupole de Santa Margherita. Ancien siège épiscopal, elle est connue pour son vin Est! Est!! Est!!!.

- Marta, village connu pour ses festivités en l'honneur de la Madonna del Monte, appelées Festa delle Passate, qui est souvent surnommée Barabbata. Ses habitants vivent principalement d'agriculture, d'élevage ou s'adonnent à la pêche.

- Capodimonte, sur le bord du lac, a un embarcadère d'où partent les navettes pour les îles.

- Valentano est connu pour avoir donné le jour à Paolo Ruffini, après avoir longtemps été le centre de l'époque des Farnèse à la suite de la destruction de Castro (1649) et la dissolution du duché éponyme. L'ancien château des Farnèse est le siège du musée de la Préhistoire de la Tuscia.

- Gradoli est célèbre pour son huile et son vin, en particulier le vin liquoreux, dit Aleatico di Gradoli. Cette localité conserve également un imposant palais Farnèse, qui fut construit pour le cardinal Alexandre Farnèse, devenu pape sous le nom de Paul III.

- Grotte di Castro, outre les grottes dont dérive probablement son nom, c'est un centre de production de pommes de terre et de lentilles.

- San Lorenzo Nuovo, cette localité, entièrement reconstruite et caractérisée par son architecture moderne remontant à la fin du XVIIIe siècle, est renommée pour ses gnocchi de pommes de terre qui peuvent être dégustés à l'occasion de la Sagra qui se déroule durant la seconde décade d'août.